# Lago di Tarsia
Lago di Tarsia este o arie protejată (arie specială de conservare — SAC, sit de importanță comunitară — SCI) din Italia întinsă pe o suprafață de 426 ha, integral pe uscat.

## Localizare
Centrul sitului Lago di Tarsia este situat la coordonatele 39°36′19″N 16°17′27″E / 39.605278°N 16.290833°E.

## Înființare
Situl Lago di Tarsia a fost declarat sit de importanță comunitară în septembrie 1995 pentru a proteja 2 specii de plante și 30 de specii de animale. Situl a fost protejat și ca arie specială de conservare în aprilie 2018.

## Biodiversitate
Situată în ecoregiunea mediteraneană, aria protejată conține 7 habitate naturale: Păduri de Quercus ilex și Quercus rotundifolia, Izvoare petrifiante cu formare de travertin (Cratoneurion), Păduri de stejar alb estice, Galerii și tufărișuri riverane sudice (Nerio-Tamaricetea și Securinegion tinctoriae), Iazuri temporare mediteraneene, Galerii de Salix alba și de Populus alba, Tufărișuri termo-mediteraneene și de pre-deșert.
La baza desemnării sitului se află mai multe specii protejate:
- plante (2): Petalophyllum ralfsii, Stipa austroitalica
- păsări (21): pescăruș albastru (Alcedo atthis), egretă mare (Ardea alba), stârc galben (Ardeola ralloides), bătăuș (Calidris pugnax), chirichița cu obraz alb (Chlidonias hybrida), chirighiță neagră (Chlidonias niger), barză albă (Ciconia ciconia), barză neagră (Ciconia nigra), erete de stuf (Circus aeruginosus), gușă vânătă (Cyanecula svecica), egretă mică (Egretta garzetta), șoim călător (Falco peregrinus), cocor (Grus grus), piciorong (Himantopus himantopus), gaia neagră (Milvus migrans), vultur pescar (Pandion haliaetus), țigănuș (Plegadis falcinellus), ciocântors (Recurvirostra avosetta), chiră de baltă (Sterna hirundo), chiră mică (Sternula albifrons), fluierar de mlaștină (Tringa glareola)
- amfibieni (1): Bombina pachypus
- mamifere (3): liliac cu aripi lungi (Miniopterus schreibersii), liliac cu picioare lungi (Myotis capaccinii), liliac comun (Myotis myotis)
- nevertebrate (1): croitorul mare al stejarului (Cerambyx cerdo)
- pești (1): Rutilus rubilio
- reptile (3): șarpele cu patru dungi (Elaphe quatuorlineata), țestoasa de baltă (Emys orbicularis), țestoasă bănățeană (Testudo hermanni)

Pe lângă speciile protejate, pe teritoriul sitului au mai fost identificate 2 specii de plante, 6 specii de amfibieni, 8 specii de mamifere, 1 specie de nevertebrate, 1 specie de pești, 7 specii de reptile.